# Hans-Heinrich Reckeweg
Hans-Heinrich Reckeweg (Herford,  9 mei 1905 - Baden-Baden, 13 juni 1985) was de grondlegger van de homotoxicologie, een geneeskunde gebaseerd op integratie van inzichten uit de reguliere en homeopathische geneeskunde.

## Biografie
Hans-Heinrich Reckeweg werd in 1905 geboren als zoon van Heinrich Reckeweg, een leraar in het basisonderwijs van Herford (Duitsland). Zijn vader leed aan chronische nierproblemen, ontstoken amandelen en tuberculose. Heinrich Reckweg leerde op dertigjarige leeftijd in een kuuroord te Felkebad Dietz Pastor Felke kennen, die tot over de Duitse grens bekend stond als een vermaard natuurgenezer. Van deze man leerde vader Reckeweg de basis van de homeopathie en plantengeneeskunde, waardoor een interesse ontstond die hem niet meer losliet. Vader Reckeweg verdiepte zich verder in de natuurgeneeskunde en vestigde zich later als “Heilpraktiker”. 
In deze omgeving groeide Hans-Heinrich Reckeweg op als oudste kind van een gezin van vijf kinderen. Gevolgd door twee broers studeerde Hans-Heinrich Reckeweg tussen 1924 en 1930 geneeskunde in Würzburg, Münster, Berlijn en Bonn. In Berlijn kwam hij via professor August Bier opnieuw in contact met homeopathie, ditmaal niet meer als kind van een natuurgenezer maar als student geneeskunde. In 1928 slaagde hij voor het staatsexamen, waarna hij in 1929 promoveerde tot arts in Bonn. Van 1930 tot 1932 was Reckeweg assistent-arts in het Knappschaftskrankenhaus Völklingen en op de interne afdeling van het ziekenhuis Hamburg-Harburg.
Als student ontwikkelde Reckeweg een bijzondere interesse voor de anatomie en de chemisch-fysiologische processen in het lichaam, de basis voor zijn latere gedachtegoed dat gifstoffen de oorzaak zijn van ziekte. Naast geneeskunde had Hans-Heinrich nog een andere passie: hij was namelijk een uitstekend pianist en gebruikte dit talent om zijn financiële situatie als student behoorlijk op te krikken door in bars in Bonn en Berlijn het aanwezige publiek met vrolijk pianomuziek te vermaken.
Na zijn huwelijk met Margarete (meisjesnaam Stehle), verhuisde hij naar Berlijn waar hij in 1936 het farmaceutische bedrijf - Heel oprichtte. De naam - Heel is een acroniem van de zin "Herba Est Ex Luce" ("de medicinale plant haalt zijn kracht uit het zonlicht"). Tijdens de tweede Wereldoorlog werd Hans Reckeweg gevangen genomen. Na zijn vrijlating verhuisde hij in 1946 naar Triberg.
Tussen 1948 en 1949 ontwikkelde H.-H. Reckeweg de leer van de homotoxicologie en antihomotoxische therapie. In 1954 verhuisde H.-H. Reckeweg zijn praktijk en hoofdkantoor naar Baden-Baden. Zijn boek "Homotoxines and Homotoxicoses - Fundamentals of a Synthesis of Medicine" verscheen in 1955 waarna in 1961 de  oprichting van de "Vereniging voor Homotoxicologie en Antihomotoxische Therapie" volgde. In 1962 was er de eerste publicatie van het tijdschrift "Homotoxinjournal", dat in 1972 werd omgedoopt tot "Biologische Medizin". In 1978 verkocht H.-H. Reckeweg zijn farmaceutisch bedrijf Heel aan de Delton-groep en verhuisde hij naar Albuquerque (New Mexico) waar hij Biological Homeopathic Industries Inc. (BHI) oprichtte.

## Externe bron
(de) Biografie Reckeweg op website familiebedrijf